# Torreya californica
Torreya californica, la torreya de California, es una especie arbórea de la familia de las Cephalotaxaceae. Se trata de un endemismo propio de California, apareciendo en la Cadena costera del Pacífico y en el piedemonte de Sierra Nevada. 

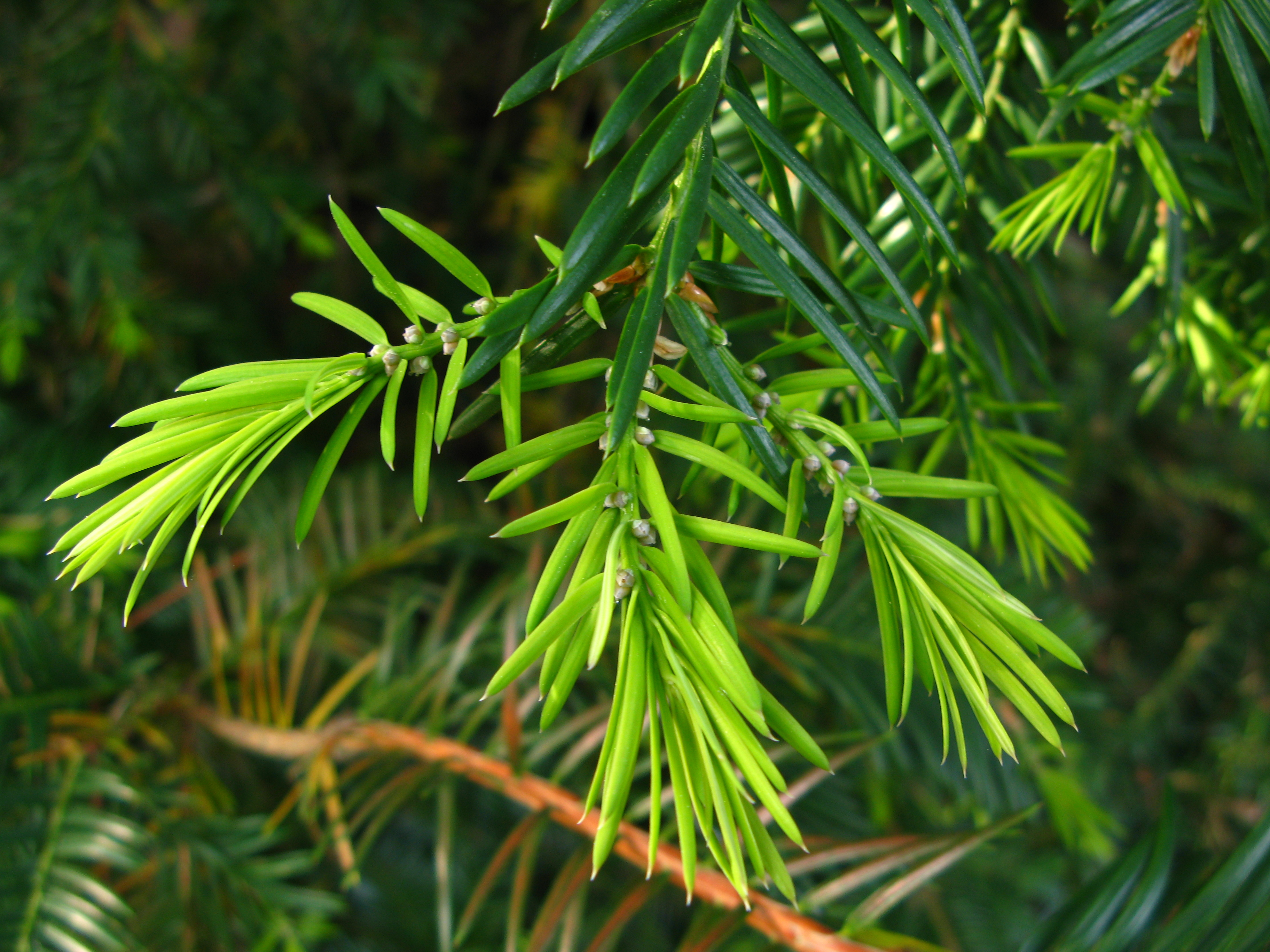
Torreya de California, con jóvenes brotes,
Jardín Botánico PAN, Varsovia, Polonia

La torreya de California es un árbol siempreverde que crece hasta los 15-25 m de alto, con un diámetro de tronco de 0,5-1 m (excepcionalmente 2 m); la corona es cónica en la forma general, con racimos. Las hojas son aciculares, rígidas, apuntadas, 3-5 cm de largo y 3 mm de ancho; están dispuestas en espiral pero retorcidas en la base para estar luego aplanadas a ambos lados del brote. 
Los estróbilos masculinos (de polen) tienen 5-7 mm de largo, agrupados en líneas a lo largo de la parte inferior de un brote. Los conos femeninos (de semillas) están solos o agrupados 2-5 juntos en un corto pedúnculo; diminutos al principio, maduran en alrededor de 18 meses en una estructura semejante a una drupa con una sola semilla tipo nuez de 2,5-4 cm de largo rodeados por una cubierta carnosa, verde oscuro a púrpura en plena madurez en el otoño.

## Usos
Las semillas eran usadas por los nativos estadounidenses en el Norte de California como comida, y la madera para elaborar armas. La madera a veces se usó para hacer tableros de Go, un sustituto más barato de la apreciada madera de kaya (torreya japonesa), propia de Japón y el Sudeste de Asia.
La torreya de California se planta también como árbol ornamental en los jardines y bosquecillos en grandes plantas nativas y proyectos paisajísticos tradicionales.